# فیلادلفیا (تنسی)
فیلادلفیا(به انگلیسی: Philadelphia) شهری در ایالت تنسی کشور ایالات متحده آمریکا است که جمعیت آن در سرشماری سال ۲۰۱۰ میلادی، ۶۵۶ نفر بوده‌است.